# Oneida (Kansas)
Oneida è un comune degli Stati Uniti d'America, situato nello Stato del Kansas, nella contea di Nemaha.